# Seboruco (Venezuela)
Pour les articles homonymes, voir Seboruco.
Seboruco est le chef-lieu de la municipalité de Seboruco dans l'État de Táchira au Venezuela.